# São Martinho da Gândara
São Martinho da Gândara é uma povoação portuguesa sede da Freguesia de São Martinho da Gândara do Município de Oliveira de Azeméis, freguesia com 8,13 km² de área e 1854 habitantes (censo de 2021), e, por isso, uma densidade populacional de 228 hab./km².
É a terra natal do político luso-brasileiro José Lourenço Morais da Silva.

## Demografia
A população registada nos censos foi:
| Distribuição da População por Grupos Etários | Distribuição da População por Grupos Etários | Distribuição da População por Grupos Etários | Distribuição da População por Grupos Etários | Distribuição da População por Grupos Etários |
| -------------------------------------------- | -------------------------------------------- | -------------------------------------------- | -------------------------------------------- | -------------------------------------------- |
| Ano                                          | 0-14 Anos                                    | 15-24 Anos                                   | 25-64 Anos                                   | > 65 Anos                                    |
| 2001                                         | 391                                          | 346                                          | 1222                                         | 330                                          |
| 2011                                         | 252                                          | 238                                          | 1100                                         | 395                                          |
| 2021                                         | 217                                          | 170                                          | 991                                          | 476                                          |

1. ↑  «Carta Administrativa Oficial de Portugal CAOP 2013». descarrega ficheiro zip/Excel. IGP Instituto Geográfico Português. Consultado em 10 de dezembro de 2013. Arquivado do original em 9 de dezembro de 2013
2. 1 2  Instituto Nacional de Estatística (23 de novembro de 2022). «Censos 2021 - resultados definitivos»
3. ↑  Instituto Nacional de Estatística (Recenseamentos Gerais da População) - https://www.ine.pt/xportal/xmain?xpid=INE&xpgid=ine_publicacoes
4. ↑  INE. «Censos 2011». Consultado em 11 de dezembro de 2022